# Snötjärnen
Snötjärnen är en sjö i Vansbro kommun i Dalarna och ingår i Dalälvens huvudavrinningsområde. Sjön har en area på 0,217 kvadratkilometer och ligger 233 meter över havet.

## Delavrinningsområde
Snötjärnen ingår i det delavrinningsområde (671259-142434) som SMHI kallar för Ovan VDRID = Snöån i Västerdalälvens vattendragsy*. Medelhöjden är 229 meter över havet och ytan är 7,82 kvadratkilometer. Räknas de 699 avrinningsområdena uppströms in blir den ackumulerade arean 7 437,71 kvadratkilometer. Västerdalälven som avvattnar avrinningsområdet har biflödesordning 2, vilket innebär att vattnet flödar genom totalt 2 vattendrag innan det når havet efter 298 kilometer. Avrinningsområdet består mestadels av skog (50 procent), öppen mark (16 procent) och jordbruk (13 procent). Avrinningsområdet har 0,73 kvadratkilometer vattenytor vilket ger det en sjöprocent på 9,4 procent.